# جيب داخلي

C جيبُ A الداخليُّ وB الخارجيُّ

الجيب الداخلي هو جزء من دولة محاط من جميع الجهات بجزء من دولة أخرى. إذا كان الجزء المكتنف ملكا لبلد لا يحده قطعا ومحاطا ببلد آخر، فإنه يسمى الجيب الداخلي للبلد الذي يحيط به والجيب الخارجي للبلد الذي يملكه. الجيب شبه المنفصل هو الجزء من البلد الذي لا يمكن بلوغه براً إلا بعبور بلد آخر.

## الأسماء
ومن أسمائه الجيب أو الجيب السياسي أو المكتَنَف أو الحبيسة أو الحصر أو المُكْتَنَفة أو المحصورة أو الحصيرة أو المُحاطة أو المَحوطة أو الإقليم المغلق أو الإقليم المُحاط

## وجه التسمية
جيب الأرض هو مدخلها أي المكان الذي يُدخل منه إليها، وكذلك سميت الفتحة الذي يُخرج منها الرأس من الثوب جيبا، وكذا الكيس الذي يخترق الثوب وتوضع بداخله أشياء المرء. أما اكتناف الشيء فهو الإحاطة به من جوانبه.

### تأثيل
كلمة enclave فرنسية منقولة عن الفعل enclaver المنقول من اللاتينية العامية inclāvāre بمعنى التغليق. أما exclave فإنجليزية مولدة على غرار الكلمة الفرنسية.
كلمة enclave الفرنسية تأتي مرادفة لكلمة حَرَم العربية في بعض الحالات.

## أمثلة على هذه الجيوب

### جيب داخلي
- جمهورية بيلاروسيا : تحدها الدول التالية باتجاه عقارب الساعة روسيا إلى الشمال الشرقي و أوكرانيا إلى الجنوب و بولندا إلى الغرب و ليتوانيا ولاتفيا إلى الشمال الغربي.
- جمهورية نيبال : حيث تقع في جبال الهملايا ، بين الهند والصين .

### جيب خارجي
- محافظة مسندم في سلطنة عمان : حيث يحدها مضيق هرمز شمالاً و الإمارات العربية المتحدة جنوباً.
- مدينة ييفيا في إسبانيا : و تقع ضمن الأراضي الفرنسية.

## وصلات خارجية
(بالإنجليزية)
- International Exclaves & Enclaves - Exclave.info